# Andreaskapelle (Passau)

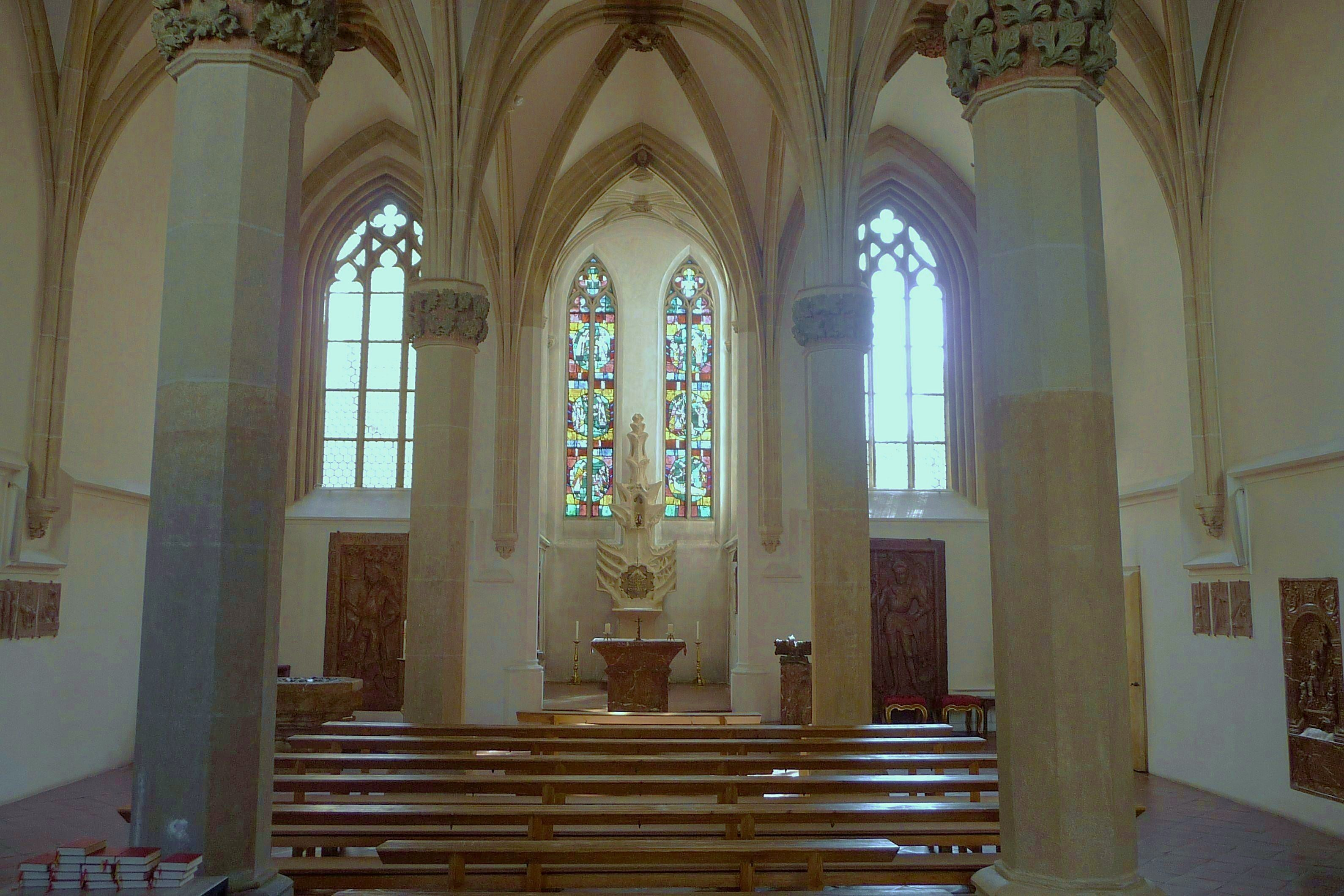
Blick in die Andreaskapelle

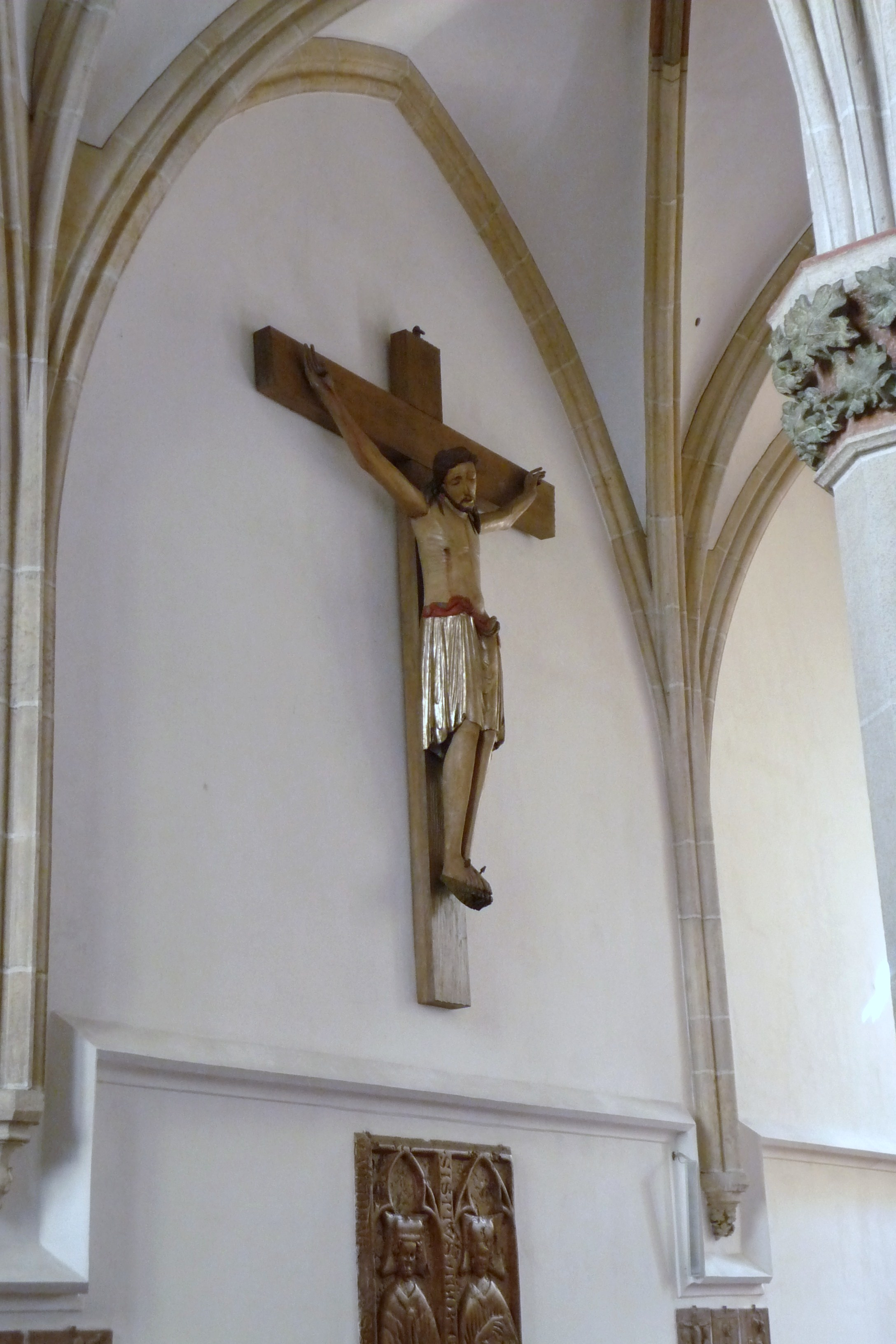
Das romanische Kruzifix „Der große Herrgott“

Die moderne Orgel

Die Andreaskapelle oder Herrenkapelle, früher auch Kreuzwegkapelle genannt, ist die größte der vier Kapellen im Hof des Doms St. Stephan in Passau. In der Kapelle, deren Inneres ansonsten nicht zugänglich ist, finden werktäglich Gottesdienste statt.

## Geschichte
Sie liegt nördlich der Ortenburgkapelle und entstand als Grablege der Passauer Domherren im frühen 14. Jahrhundert. Damit ist sie eine der frühesten deutschen Hallenkapellen. Der Chor kam 1414 als Stiftung von Dompropst Otto von Layming dazu. Dieser Teil führt auch den Namen Erasmuskapelle.
Nach dem Stadtbrand von 1662 wurde die Andreaskapelle im Zuge des Wiederaufbaus des Domes barockisiert, 1841 jedoch regotisiert. Bis 1960 war die Kapelle reich an Grabdenkmälern. Die Kapelle erhielt 1960/61 eine Restaurierung. Der größte Teil der Grabdenkmäler kam dabei in der Ortenburgkapelle und im Domhof zur Aufstellung.

## Bauwerk
Die Andreaskapelle ist eine dreischiffige Halle mit neun Jochen und einer kleinen rechteckigen Chorkapelle. Das Schiff hat ein Kreuzgewölbe und der Chor ein Netzgewölbe, welches als das älteste Netzrippengewölbe Ostbayerns gilt. Die vier achtkantigen Pfeiler tragen Blattkränze, aus denen die schmalen Rippen der steilen Wölbungen ausstrahlen.

## Einrichtung
Im Inneren hängt ein monumentales, mainfränkisch beeinflusstes romanisches Kruzifix von etwa 1190, bekannt als „Der große Herrgott“. Ursprünglich gehörte es dem Augustinerchorherrenstift St. Nikola und war einst Wallfahrtsziel zum „großen Herrgott von Passau“. Das Kreuz wurde vermutlich seit dem frühen 15. Jahrhundert in der zur Hofmark St. Nikola gehörenden St.-Elisabeth-Spitalkirche verehrt. Diese Kirche stand in der Nähe des heutigen Bahnhofs und wurde 1809 durch die Franzosen demoliert. Um 1850 kam das Kreuz in den neugotischen Hochaltar der Salvatorkirche, seit 1962 befindet es sich in der Andreaskapelle.
An der Südwand befindet sich die aus der Spätgotik stammende überlebensgroße Steinfigur Salvator mundi. Sie entstand um das Jahr 1450. In der Kapelle befinden sich noch aus der Zeit der Spätgotik ein Steinrelief, das Christus am Ölberg zeigt, eine Reliefplatte mit St. Valentin, St. Stephanus und einem Bischof, sowie eine Sandsteinmadonna.

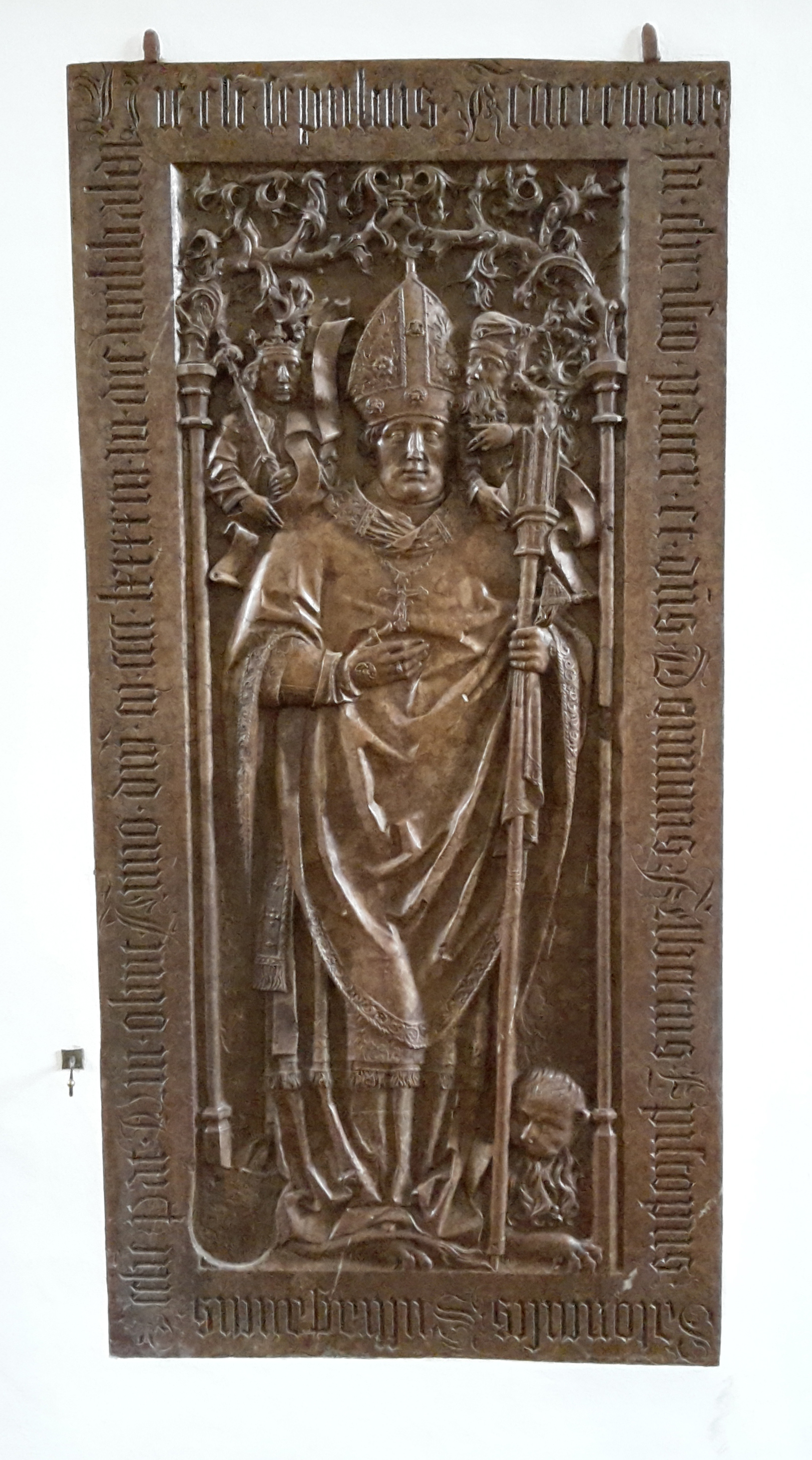
Grabplatte des Albert Schönhofer

Die Grabdenkmäler gehören dem 14. bis 17. Jahrhundert an. In der Kapelle hat auch Weihbischof Albert Schönhofer seine Grabstätte. Dessen Grabmal von 1493 steht dem Meister des Kefermarkter Flügelaltars nahe.
Die Firma Eisenbarth erbaute 1984/1985 in der Andreaskapelle eine zweimanualige Orgel. Das Gehäuse wurde von Franz und Leopold Hafner entworfen. Der Prospekt zeigt den Apostel Andreas mit dem Andreaskreuz und dem Fischernetz.
Im Chor befindet sich ein modernes Buntfenster von Robert Rabolt, welches sechs Sakramente zeigt, die Ehe fehlt dabei.